# Friedrich Hoßbach (Politiker)
Friedrich Hoßbach (* 31. Dezember 1877 in Eschwege; † 17. November 1971 ebenda) war ein deutscher Politiker und Abgeordneter des Provinziallandtages der Provinz Hessen-Nassau.

## Leben
Friedrich Hoßbach war der Sohn des Tagelöhners Nikolaus Hoßbach und dessen Ehefrau Barbara Homeier.
Von 1898 bis 1900 musste er Wehrdienst leisten und am Ersten Weltkrieg teilnehmen.
Er engagierte sich kommunalpolitisch, wurde Mitglied der SPD und war von 1915 bis 1933 und von 1945 bis 1953 Mitglied der Stadtverordnetenversammlung in Eschwege, wo er Stadtverordnetenvorsteher war.
Am 29. September 1919 wurde er in den Kommunallandtag Kassel des preußischen Regierungsbezirks Kassel bzw. in den Provinziallandtag der Provinz Hessen-Nassau gewählt. Er blieb bis 1920 in den Parlamenten.

### Berufliche Stationen
- 1919–1928 Geschäftsführer beim Kreisarbeitsnachweis Eschwege
- 1928–1933 Leiter der Nebenstelle Eschwege  des Arbeitsamtes Bad Hersfeld
- 1936 Gartenhilfsarbeiter beim städtischen Bauamt Eschwege
- 1936–1940 Lagerarbeiter bei der Standortverwaltung Eschwege
- 1940–1943 Lagerarbeiter und Wachmann bei der Kommandantur des Fliegerhorstes Eschwege
- 1943–1945 Bürohilfskraft bei der Kommandantur
- 1945–1949 Beschäftigung beim Arbeitsamt Eschwege

### Öffentliche Ämter
- 1953–1965 Ortsgerichtsschöffe in Eschwege

### Ehrungen
- 1. Januar  1948 Stadtältester in Eschwege
- 31. Dezember 1957 Ehrenbürger von Eschwege
- 1962 wurde in Eschwege eine Straße nach ihm benannt[1]